# Josep Miquel i Baró
Josep Miquel i Baró (Lleida, 1865 -Barcelona, 1909) fou un polític i revolucionari català. Era membre del Centre Nacionalista Republicà. Home corpulent i de caràcter singular, durant la Setmana Tràgica fou el cap de la rebel·lió al barri de Sant Andreu de Palomar el 28 de juliol, que va tenir un component més republicà i amb menys pillatges i incendis. Era ben conegut per dur una espessa barba vermella i vestir sempre amb una brusa obrera més llarga del normal. Va dirigir l'assalt a la caserna de la guàrdia civil per aconseguir armes, i l'incendi de la rectoria amb els seus objectes de valor, i part de l'església parroquial. Per aquests fets fou condemnat a mort per un tribunal militar i afusellat el 17 d'agost de 1909, el primer dels afusellats en la repressió. Va morir com a fervent catòlic.
En el moment de la seva mort deixa dues filles Rosa de 16 anys i Maria de 12 anys, la seva dona era Rosa Fàbregas.